# Sainte-Barbe-sur-Gaillon
Sainte-Barbe-sur-Gaillon és un municipi francès situat al departament de l'Eure i a la regió de Normandia. L'any 2007 tenia 246 habitants.

## Demografia

### Població
El 2007 la població de fet de Sainte-Barbe-sur-Gaillon era de 246 persones. Hi havia 106 famílies de les quals 28 eren unipersonals (20 homes vivint sols i 8 dones vivint soles), 35 parelles sense fills, 31 parelles amb fills i 12 famílies monoparentals amb fills.
La població ha evolucionat segons el següent gràfic:
Habitants censats

### Habitatges
El 2007 hi havia 119 habitatges, 103 eren l'habitatge principal de la família, 10 eren segones residències i 6 estaven desocupats. Tots els 119 habitatges eren cases. Dels 103 habitatges principals, 89 estaven ocupats pels seus propietaris, 8 estaven llogats i ocupats pels llogaters i 7 estaven cedits a títol gratuït; 2 tenien una cambra, 9 en tenien dues, 10 en tenien tres, 23 en tenien quatre i 60 en tenien cinc o més. 84 habitatges disposaven pel capbaix d'una plaça de pàrquing. A 46 habitatges hi havia un automòbil i a 47 n'hi havia dos o més.

### Piràmide de població
La piràmide de població per edats i sexe el 2009 era:
| Homes | Edats   | Dones |
| ----- | ------- | ----- |
| 0     | 95 o +  | 0     |
| 0     | 90 a 94 | 1     |
| 0     | 85 a 89 | 5     |
| 0     | 80 a 84 | 0     |
| 3     | 75 a 79 | 7     |
| 2     | 70 a 74 | 2     |
| 9     | 65 a 69 | 5     |
| 8     | 60 a 64 | 7     |
| 8     | 55 a 59 | 7     |
| 8     | 50 a 54 | 11    |
| 14    | 45 a 49 | 9     |
| 9     | 40 a 44 | 12    |
| 9     | 35 a 39 | 8     |
| 3     | 30 a 34 | 7     |
| 8     | 25 a 29 | 5     |
| 5     | 20 a 24 | 5     |
| 11    | 15 a 19 | 5     |
| 10    | 10 a 14 | 8     |
| 2     | 5 a 9   | 7     |
| 6     | 0 a 4   | 7     |

## Economia
El 2007 la població en edat de treballar era de 158 persones, 114 eren actives i 44 eren inactives. De les 114 persones actives 108 estaven ocupades (58 homes i 50 dones) i 6 estaven aturades (3 homes i 3 dones). De les 44 persones inactives 12 estaven jubilades, 17 estaven estudiant i 15 estaven classificades com a «altres inactius».

### Ingressos
El 2009 a Sainte-Barbe-sur-Gaillon hi havia 108 unitats fiscals que integraven 288 persones, la mediana anual d'ingressos fiscals per persona era de 22.480 €.

### Activitats econòmiques
Dels 12 establiments que hi havia el 2007, 1 era d'una empresa de fabricació d'altres productes industrials, 3 d'empreses de construcció, 3 d'empreses de comerç i reparació d'automòbils, 1 d'una empresa d'informació i comunicació, 1 d'una empresa financera i 3 d'empreses de serveis.
Dels 2 establiments de servei als particulars que hi havia el 2009, 1 era un paleta i 1 empresa de construcció.
L'any 2000 a Sainte-Barbe-sur-Gaillon hi havia 3 explotacions agrícoles.

## Poblacions més properes
El següent diagrama mostra les poblacions més properes.